# Manucassa
Manucassa (Manucasa, Manukasa) ist ein osttimoresischer Suco im Verwaltungsamt Lequidoe (Gemeinde Aileu).

## Geographie
Der Suco Manucassa liegt im Westen des Verwaltungsamts Lequidoe. Östlich liegen die Sucos Namolesso und Acubilitoho und nördlich der Suco Fahisoi. Im Westen und im Süden befindet sich das Verwaltungsamt Aileu mit seinen Sucos Fahiria und Lausi. Die Südgrenze bildet der Fluss Manufonihun, der zum System des Nördlichen Laclós gehört. In der Gebietsreform von 2015 wurde das Territorium des Sucos kaum verändert. Manucassa hat heute eine Fläche von 7,02 km². Der Suco teilt sich in die zwei Aldeias Fatumerin und Manutai (Tai, Manutae) auf.
Im Nordosten des Sucos liegen in der Aldeia Fatumerin die Dörfer Fatumerin (Fatumering) und Rematu. Hier befinden sich der Sitz des Sucos und die Grundschule Escola Primaria Manucasa. Der Ort Manutae-Manucasa Lama in der Aldeia Manutai besteht aus einer kleinen Ansammlung von Häusern im Südosten, nahe dem Manufonihun, und weiteren über die ganze Aldeia verstreuten Häusern.

## Einwohner
Im Suco leben 607 Einwohner (2022), davon sind 294 Männer und 313 Frauen. Im Suco gibt es 119 Haushalte. Über 90 % der Einwohner geben Mambai als ihre Muttersprache an. Über 8,5 % sprechen Tetum Prasa, kleine Minderheiten Makuva oder Sa’ane.

## Politik

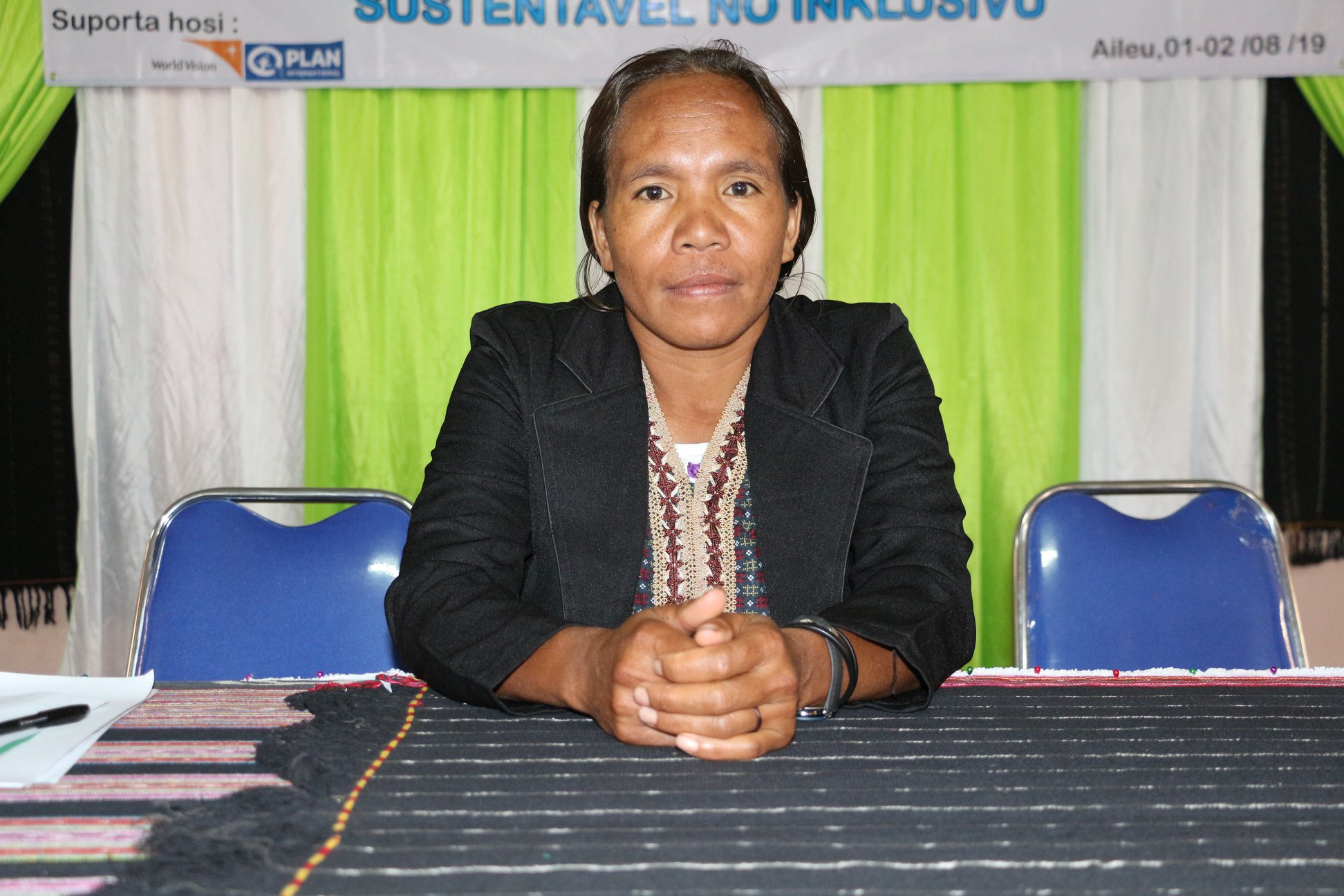
Juliana Imaculada, Chefe de Suco (2019)

Bei den Wahlen von 2004/2005 wurde António Araújo zum Chefe de Suco gewählt und 2009 in seinem Amt bestätigt. Bei den Wahlen 2016 gewann Juliana Imaculada.